# Манометр ліфтовий
Манометр ліфтовий (від англ. lift — підіймати) (рос. манометр лифтовой; англ. lift manometer; нім. Liftmanometer n) — манометр, який призначений для вимірювання і місцевого запису (протягом 24-36 діб) тиску у свердловині та опускається у свердловину на колоні труб (насосно-компресорних, ліфтових).
Манометр ліфтовий розроблено щодо штангово-насосних свердловин.